# 撞名撞城遊一番
《撞名撞城遊一番》（英語：Nice To Meet You），是香港MakerVille製作的旅遊節目，由樊沛珈、鍾卓穎主持，於2023年5月8日至26日，星期一至五 23:00－23:30 在ViuTV播出。本節目為《ViuTV年中無休2023節目發佈會》綜藝節目之一。旅遊目的地是與香港地方名字相同的日本地方。

## 每集內容
| 集數   | 播映日期 | 主題                 | 旅遊地點                                          | 同名香港地方                        |
| 2023年 |          |                      |                                                   |                                     |
| 1      | 5月8日   | 歷史悠久的太子道     | 奈良縣生駒郡法隆寺街道                            | 太子道                              |
| 2      | 5月9日   | 見識竹園町西陣織     | 京都府京都市上京區竹園町                          | 竹園                                |
| 3      | 5月10日  | 探訪窮困的花園町     | 大阪府大阪市西成区花園北                          | 花園街                              |
| 4      | 5月11日  | 體驗深井日本茶道     | 大阪府堺市中區深井澤町                            | 深井                                |
| 5      | 5月12日  | 三角公園公開表演     | 大阪府大阪市中央區西心齋橋美國村御津公園          | 雅息士道休憩花園 （九龍塘三角公園） |
| 6      | 5月15日  | 再度尋訪太子的蹤跡   | 大阪府南河內郡太子町                              | 太子                                |
| 7      | 5月16日  | 金山有沒有馬騮？     | 愛知縣名古屋市金山公園、大須                      | 金山郊野公園                        |
| 8      | 5月17日  | 與巨星切磋棒球       | 兵庫縣西宮市三角公園、阪神甲子園球場              | 雅息士道休憩花園 （九龍塘三角公園） |
| 9      | 5月18日  | 拜訪中華第一街       | 兵庫縣神戶市中央區南京町                          | 南京街                              |
| 10     | 5月19日  | 五個小孩的校長日本篇 | 福岡縣福岡市西區元岡、元岡幼稚園                  | 元崗村、元岡幼稚園                  |
| 11     | 5月22日  | 杳無人煙的白石       | 福岡縣北九州市苅田町白石                          | 白石                                |
| 12     | 5月23日  | 久留米的撞名商場     | 福岡縣久留米市西鐵久留米站久留米Emax              | 九龍灣Emax                          |
| 13     | 5月24日  | 櫻花馬場沒賽馬       | 熊本縣熊本市中央區櫻花馬場城彩苑                  | 跑馬地馬場、沙田馬場                |
| 14     | 5月25日  | 熊本長洲的名貴金魚   | 熊本縣玉名郡長洲町                                | 長洲                                |
| 15     | 5月26日  | 雲仙地獄的終結       | 熊本縣玉名郡長洲町、 長崎縣島原半島雲仙市雲仙溫泉 | 長洲                                |

## 外部連結
- ViuTV：撞名撞城遊一番（節目重溫） （页面存档备份，存于）

## 電視節目的變遷
| 香港 ViuTV 星期一至五 23:00－23:30               | 香港 ViuTV 星期一至五 23:00－23:30             | 香港 ViuTV 星期一至五 23:00－23:30 |
| ------------------------------------------------ | ---------------------------------------------- | ---------------------------------- |
|                                                  | 撞名撞城遊一番 （2023年5月8日－2023年5月26日） |                                    |
| One Day 約會實況 （2023年4月17日－2023年5月5日） | 癮營人 （2023年5月29日－2023年6月16日）        |                                    |